# Rio Thur (França)
O Thur é um rio da Alsácia, França, com cerca de 60 km de comprimento, fluxo de 5,5 m³/s e uma bacia hidrográfica de 262 km² . Ele irriga o vale industrial do Thur e do rio Doller, orientado a leste sobre o flanco sul do Grand Ballon. Sua poluição permitiu que beneficiasse, em 1983, do primeiro contrato de limpeza de rios da França.
O Thur nasce no lado ocidental do Rainkopf. Desde 1964, uma barragem construída em Kruth regulariza seu fluxo durante o degelo dos Vosges; o lago formado pela barragem é conhecido como lago de Wildenstein.
O rio banha Saint-Amarin, Thann e Vieux-Thann antes de chegar à planície da Alsácia, em Cernay, e de desviar para o nordeste. O curso principal deságua no Ill, próximo a Ensisheim, enquanto que um braço secundário, chamado "velho Thur", se orienta ao norte e se junta ao Lauch após passar por Rouffach, perto de Pfaffenheim.

## Pesca
Foi graças à qualidade de suas águas e ao seu excepcional povoamento de trutas que o Thur foi escolhido como um dos cinco sítios do campeonato mundial de pesca à linha, em 2002.

## Comunas banhadas
Entre outras, banha as comunas francesas de:
- Kruth
- Oderen
- Fellering
- Saint-Amarin
- Moosch
- Willer-sur-Thur
- Bitschwiller-lès-Thann
- Thann
- Vieux-Thann
- Cernay
- Wittelsheim
- Staffelfelden
- Ensisheim
- Rouffach